# Lily Agg
Lily Agg, née le 17 décembre 1993 à Brighton en Angleterre, est une footballeuse internationale irlandaise jouant au poste de milieu de terrain. Agg choisit en 2019 de jouer pour l'Irlande.

## Biographie
Lily Maria Phoebe Agg nait à Brighton en Angleterre le 17 décembre 1993. Elle grandit à Eastbourne avec sa mère et ses trois frères et sœurs. Elle commence à jouer au football à l'âge de cinq ans au Eastbourne Borough. A 11 ans elle rejoint le Polegate Grasshoppers. Elle quitte ensuite le sud-ouest de l'Angleterre pour rejoindre le centre de formation d'Arsenal à Londres. Elle arrive à intégrer l'équipe première du club mais ne joue qu'une poignée de matchs. Elle décline une proposition de contrat d'Arsenal pour se consacrer à ses études universitaires.

### En équipe nationale
Lily Agg, née en Angleterre et jouant dans son pays de naissance, est sélectionnée à plusieurs reprises dans les équipes anglaises de jeunes filles, notamment en moins de 19 ans. Elle décide toutefois de choisir de jouer en équipe nationale irlandaise. Cela est rendu possible parce qu'une de ses grand-mères, Breda Greene, est née dans le comté de Cork. C'est la sélectionneuse irlandaise Vera Pauw qui la persuade de venir jouer pour l'équipe d'Irlande. Mais le processus d'obtention de la citoyenneté et de changement d'éligibilité pour le football s'avère particulièrement long, retardé à plusieurs reprises par des blessures et la pandémie de COVID-19. Lily Agg fait donc sa toute première apparition sous le maillot vert le 19 juin 2022 à l'occasion d'un match amical à Antalya en Turquie contre les Philippines. Elle marque dès sa première sélection, donnant ainsi la victoire à ses nouvelles coéquipières.
Le 1er septembre 2022 elle marque le but de la victoire contre la Finlande assurant à l'Irlande une place en play-off de qualification à la Coupe du monde 2023
Le 11 octobre 2022, elle fait partie de la sélection irlandaise qui se qualifie pour la première fois de son histoire pour une Coupe du monde. L'Irlande bat l'Écosse 0-1 à Hampden Park.
En juin 2023, elle est sélectionnée pour disputer la coupe du monde 2023 en Australie.
| N°. | Date               | Lieu                     | Opposition      | Score | Résultat | Compétition                           |
| --- | ------------------ | ------------------------ | --------------- | ----- | -------- | ------------------------------------- |
| 1   | 19 juin 2022       | Antalya, Turquie         | Philippines     | 1-0   | 1-0      | Match amical                          |
| 2   | 1er septembre 2022 | Tallaght Stadium, Dublin | Finlande        | 1-0   | 1-0      | Elim. Coupe du monde 2023             |
| 3   | 24 septembre 2023  | Aviva Stadium, Dublin    | Irlande du Nord | 3-0   | 3-0      | Ligue des nations féminines 2023-2024 |